# زندگی دوگانه
زندگی دوگانه (فرانسوی: Doubles vies‎) از ساخته‌های اولیویه آسایاس، یک فیلم کمدی فرانسوی محصول سال ۲۰۱۸ است. این فیلم برای نمایش در بخش رقابت اصلی هفتاد و پنجمین دوره جشنواره بین‌المللی فیلم ونیز انتخاب شد.

## بازیگران
- گیوم کنه در نقش آلن
- ژولیت بینوش در نقش سلنا
- ونسان ماکنی در نقش لئونارد
- کریستا تره در نقش لور
- نورا حمزاوی در نقش والری